# F1手榴弾
F1手榴弾（露：Ф-1）は、第二次世界大戦初期にソビエト連邦で開発された手榴弾。赤軍兵士からは、形状から「レモン」の愛称で呼ばれていた。

## 概要

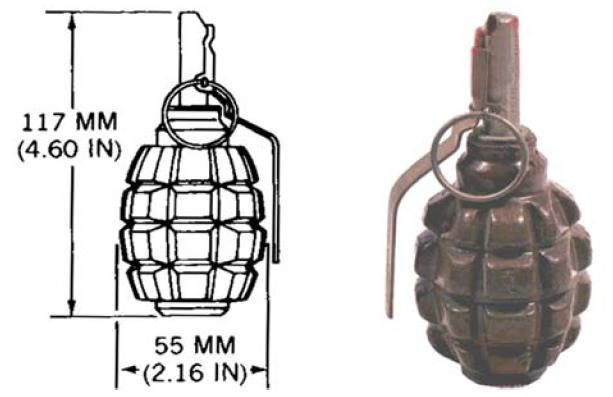
F1手榴弾

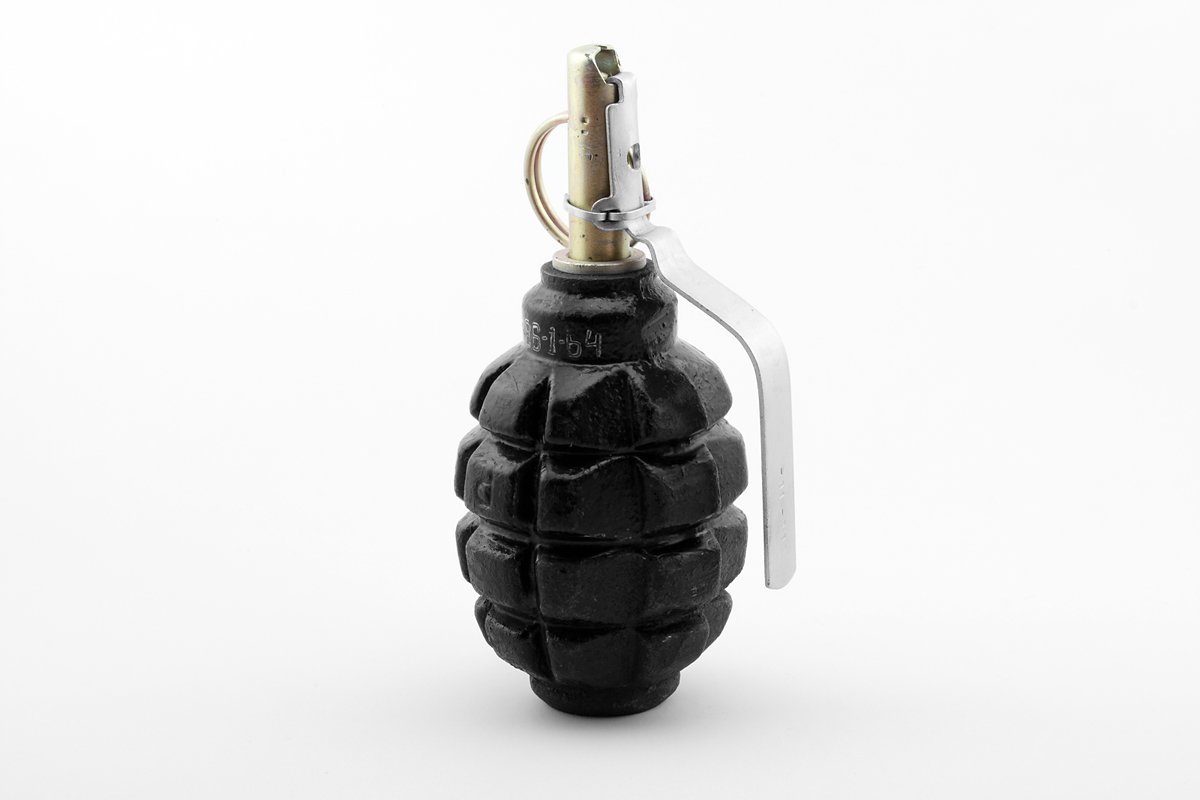
F1手榴弾

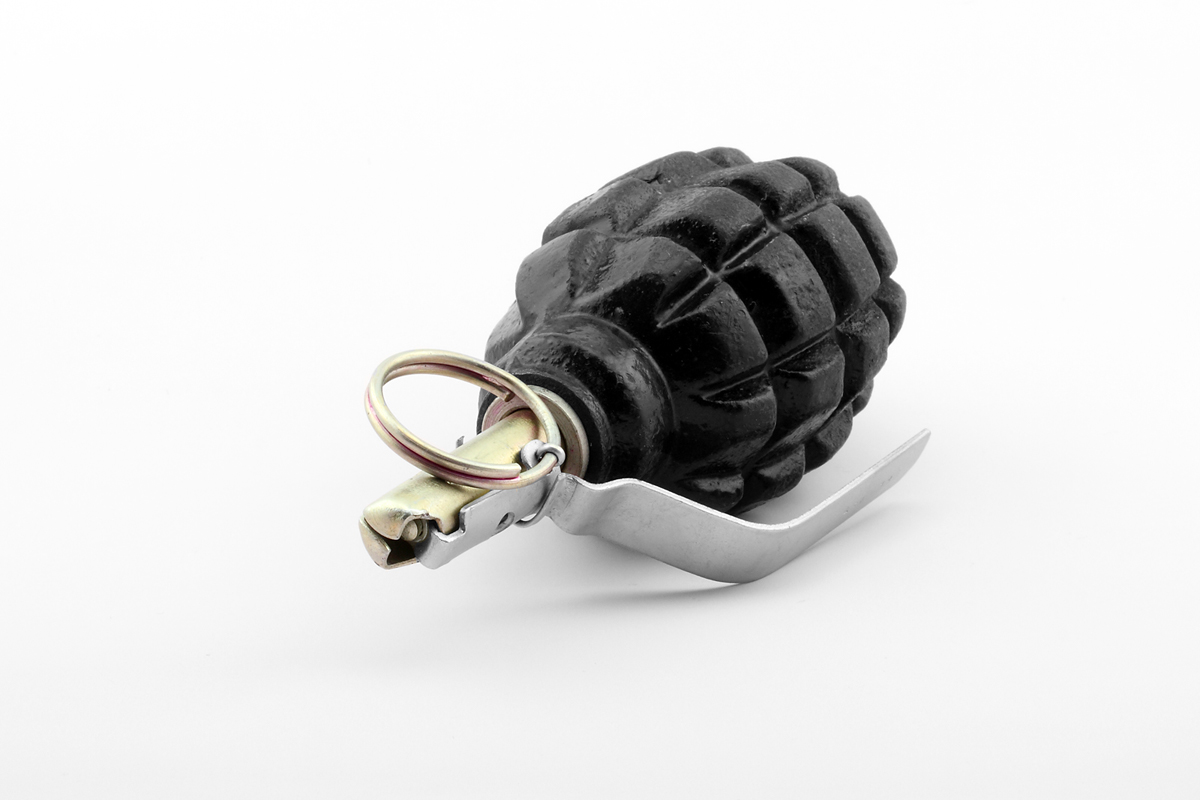
F1手榴弾

フランス製のF1手榴弾を手本に開発された手榴弾である。F1手榴弾の撃発装置がフライオフレバー式点火機構（撃鉄が回転して安全レバーを押しのけ、その後雷管を打撃して延期薬に点火する）なのに対し、本F1手榴弾では信管のストライカーがミルズ手榴弾のように直線運動を行い撃発を行う。安全ピンは撃針の先端を保持し、同時に安全レバーを信管外筒に接合する。初期型のKoveshnikov信管では安全ピンだけで撃針を保持する構造だったが、1942年頃に導入されたUZRG信管では安全ピンに加えて、安全レバーの上端も撃針の後端を保持するよう改良されている。安全レバーは薄い金属板で成形されており、携帯用のフックとして用いるほどの強度は与えられていない。
有効殺傷範囲は半径20-30m内、手榴弾の種別は防御型手榴弾に分類される。炸薬にはTNT火薬60gが使用され、信管部分を含めた手榴弾自体の重量は600g、また、爆発までの遅延時間は約3-4秒ほど（ブービートラップ用のものは0秒）で、手榴弾の表面には投擲時に手から滑らない様に表面の溝が深く設計されている。
第二次世界大戦の初期頃から生産が開始され、その後も数回の改良を行いながらロシア連邦軍で現在も使用されている。手榴弾表面色は濃い緑色のほかにOD色が使用される。
大戦後、F1手榴弾はワルシャワ条約機構により共産圏諸国に配備およびライセンス生産が行われ、東側諸国の軍隊では代表的な手榴弾となった。また、ベトナム戦争では南ベトナム解放民族戦線（通称：ベトコン）の代表的手榴弾の1つとして使用されている。
このほかにも、プレス加工による弾殻を持つRGD-5も生産されている。

## 派生型
- URG - F1を基にした練習手榴弾[1]。本体は鋳鉄製で、信管には爆発を模擬するための少量の爆薬を含む[1]。識別のため本体に白帯もしくは白十字がマーキングされている[1]。

## 登場作品

### 映画
『007/リビング・デイライツ』
後半のアフガニスタン駐留ソ連軍基地における戦闘で使用。
『ICHIGEKI 一撃』
主人公が終盤の銃撃戦で、接近してきた犯罪組織の刺客に対して使用。
『ランボー3/怒りのアフガン』
ソ連軍の要塞外延部に構築された、張られたワイヤーと繋がったブービートラップとして登場。

### ゲーム
『スナイパーエリートV2』
ソ連兵の装備品として「F1 Grenade」の名称で登場。主人公カール・フェアバーンも本手榴弾を調達・使用が可能だが、同じく使用可能なM24型柄付手榴弾と比べて、投擲距離は短いが破壊力は大きいという特性がある。
『Escape from Tarkov』
「F-1 hand granade」の名称で登場。